# Živnostenský úřad

## Rozdělení živnostenských úřadů
1. Obecní živnostenské úřady - jsou to odbory obecních úřadů obcí s rozšířenou působností (je jich 205) a na území hl. m. Prahy živnostenské odbory úřadů městských částí (je jich 22),
2. Krajské živnostenské úřady - jsou to odbory krajských úřadů (je jich 13) a na území hl. m. Prahy živnostenský odbor Magistrátu hl. m. Prahy,
3. Živnostenský úřad České republiky - jeho působnost vykonává odbor živností Ministerstva průmyslu a obchodu ČR.

## Působnost živnostenských úřadů

### Obecní živnostenský úřad
Vykonává činnosti:
- v rozsahu stanoveném zákonem č. 455/1991 Sb., o živnostenském podnikání (živnostenský zákon), ve znění pozdějších předpisů, např.
  - přijímá ohlášení živností a žádosti o koncesi,
  - vydává výpisy z živnostenského rejstříku,
  - vydává rozhodnutí o tom, že ohlašovatel nesplnil podmínky pro vznik živnostenského oprávnění,
  - vydává rozhodnutí o udělení koncese, rozhodnutí o zamítnutí koncese,
  - rozhoduje o zrušení živnostenského oprávnění na žádost podnikatele,
  - rozhoduje o zrušení živnostenského oprávnění z moci úřední (na návrh správy sociálního zabezpečení, pro nedoložení dokladu k sídlu, pro ztrátu bezúhonnosti, pro ztrátu svéprávnosti, v důsledku závažného porušení živnostenského zákona nebo souvisejících právních předpisů, nastanou-li překážky provozování živnosti aj.),
  - je provozovatelem živnostenského rejstříku (zapisuje do něho údaje),
  - plní funkci centrálního registračního místa:
    - přijímá přihlášky k registraci nebo oznámení podle zákona o správě daní a poplatků od osob podnikajících na základě živnostenského oprávnění,
    - přijímá oznámení a hlášení v oblasti sociálního zabezpečení od fyzických osob podnikajících na základě živnostenského oprávnění,
    - přijímá oznámení a hlášení fyzických osob vůči zdravotním pojišťovnám od fyzických osob podnikajících na základě živnostenského oprávnění,

  - provádí živnostenskou kontrolu,
  - ukládá pokuty za přestupky uvedené v živnostenském zákoně a dalších zákonech,
  - kontroluje dodržování povinností při značení lihu a nakládání s lihem podle zákona upravujícího povinné značení lihu, pokud porušení těchto povinností zjistí při výkonu své jiné působnosti,
- kontroluje dodržování povinností při značení tabákových výrobků podle zákona upravujícího spotřební daně,
- kontroluje dodržování zákazu prodeje lihovin a tabákových výrobků podle zákona upravujícího spotřební daně,
- provádí dozor nad dodržováním povinností stanovených v § 9 až 13, § 14a až 16 a § 18 zákona o ochraně spotřebitele v oblasti obchodu a služeb,
- provádí dozor nad dodržováním povinností stanovených zákonem č. 247/2006 Sb., o omezení provozu zastaváren a některých jiných provozoven v noční době,
- dohlíží na plnění povinností, týkají-li se tyto povinnosti:
  - provozovatele cestovní kanceláře nebo provozovatele cestovní agentury,
  - provozovatele letiště a leteckého dopravce týkajících se dodržování práv osob se zdravotním postižením a osob s omezenou schopností pohybu a orientace podle přímo použitelného předpisu Evropských společenství,
  - leteckého dopravce týkajících se informování cestujících v letecké dopravě podle přímo použitelného předpisu Evropských společenství,
- ukládá podnikateli provozujícímu cestovní agenturu nebo cestovní kancelář zákaz protiprávního jednání při provozování těchto živností, které porušuje nebo může porušit společný zájem spotřebitelů, a kterého se dopustil na území Evropských společenství nebo v jiném státě tvořícím Evropský hospodářský prostor.

### Krajský živnostenský úřad
Vykonává činnosti:
- vykonává řídící, koordinační, kontrolní a metodickou činnost, a to včetně výkonu funkce centrálních registračních míst a jednotných kontaktních míst, vůči obecním živnostenským úřadům ve svém správním obvodu; obecním živnostenským úřadům ve svém správním obvodu může nařídit provedení živnostenské kontroly,
- rozhoduje o odvolání proti rozhodnutím obecních živnostenských úřadů ve svém správním obvodu,
- spolupracuje na úseku živnostenského podnikání s příslušnými správními úřady, v jejichž působnosti jsou odvětví, ve kterých se provozuje živnostenské podnikání, s hospodářskými komorami, podnikatelskými svazy a sdruženími,
- je oprávněn vyžadovat od ústředních správních úřadů potřebná stanoviska a vyjádření,
- je provozovatelem živnostenského rejstříku,
- plní další úkoly stanovené zvláštními právními předpisy (např. dle § 7 odst. 1 písm. g) zák. č. 40/1995 Sb., o regulaci reklamy je krajský živnostenský úřad orgánem příslušným k výkonu dozoru nad dodržováním tohoto zákona).

### Živnostenský úřad České republiky
Vykonává činnosti:
- zpracovává koncepce v oblasti živnostenského podnikání,
- vykonává řídící, koordinační, kontrolní a metodickou činnost vůči krajským živnostenským úřadům; může nařídit živnostenským úřadům provedení živnostenské kontroly,

- v zákonem stanovených případech rozhoduje jako správní orgán první instance,
- rozhoduje o odvolání proti rozhodnutím krajských živnostenských úřadů,
- je správcem živnostenského rejstříku,
- spolupracuje na úseku živnostenského podnikání s příslušnými správními úřady, v jejichž působnosti jsou odvětví, ve kterých se provozuje živnostenské podnikání, s hospodářskými komorami, podnikatelskými svazy a sdruženími,
- je oprávněn vyžadovat od ústředních správních úřadů potřebná stanoviska a vyjádření,
- plní další úkoly stanovené zvláštními právními předpisy.